# Momik
Momik   (Ulgiour, valor desconegut - Noravank, 1333 (Gregorià)) conegut com a Momik el Vardapet, és un escultor, arquitecte i il·luminador armeni del segle XIV (la primera menció del seu nom data del 1283). És un dels artistes de l'escola de Gladzor (Siunik) que participaren en el renaixement de l'era zacàrida. Momik va morir el 1333 (segons la data indicada al khatxkar de la seua tomba) i va ser enterrat a Noravank.

## L'escultor
Durant aquest període, en què l'escultura armènia esdevingué un art important i va assolir el seu punt àlgid, Momik es va distingir amb els seus khatxkar altament valorats, sobretot a Noravank. Si l'expressió "randa de pedra" s'ha d'aplicar a algun escultor, és Momik qui la mereix; el seu art, caracteritzat per un recurs freqüent a la figura humana, assoleix cotes de gràcia, finesa (sobretot amb la meticulositat dels fons executats amb broca)  i lleugeresa. Entre altres, en va fer un en honor del metropolità de Siunik, Esteve Orbelian, el 1304 o el 1306. Se li atribueix amb certesa un khatxkar del 1308, abans a Noravank; ambdós estan signats i conservats hui a Vagharxapat. Un tercer, també de Noravank però conservat a Ieghegnadzor, fet entre el 1300 i 1312, sembla ser seu.

## L'arquitecte
Momik és conegut com a arquitecte de l'església de la Santa Mare de Déu d'Areni (1321), el timpà de la qual se li atribueix, així com de l'església de la Santa Mare de Déu de Noravank.

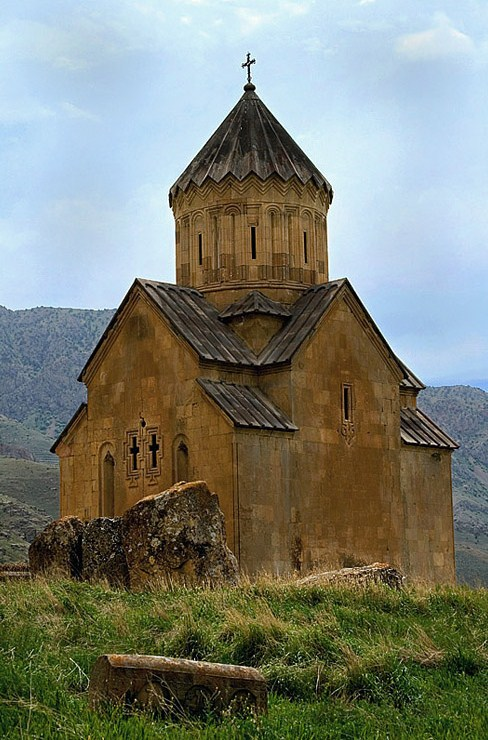
Santa Mare de Déu d'Areni
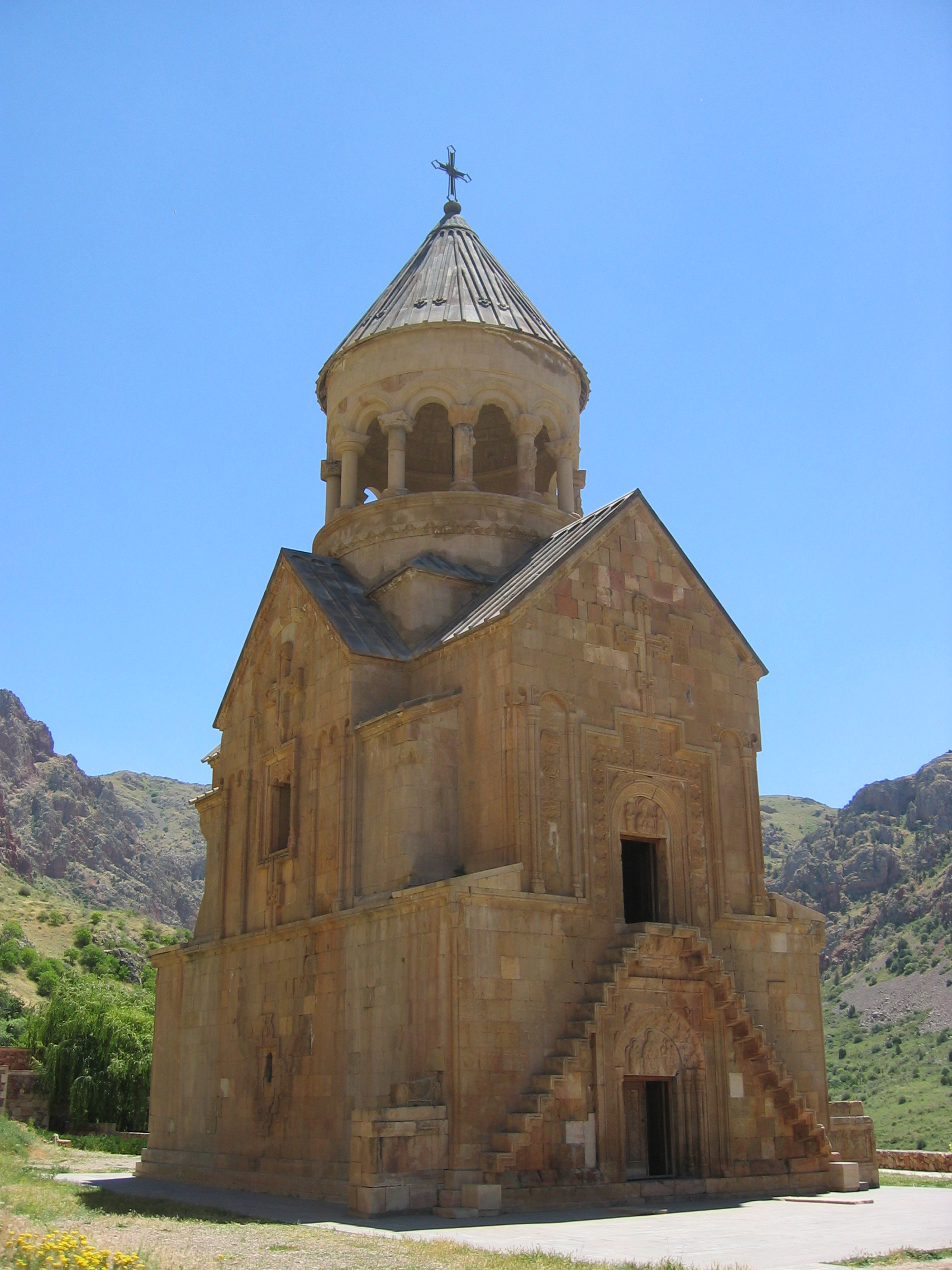
Santa Mare de Déu de Noravank

## L'il·luminador

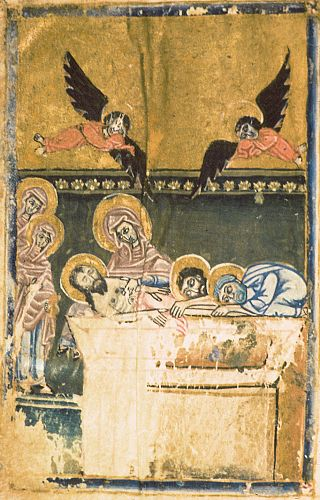
Enterrament, Ms. 6792, Matenadaran

Només quatre dels manuscrits que va il·luminar han sobreviscut: l'un es conserva ara al centre mequitarista de Viena i els altres tres al Matenadaran d'Erevan. Només dos n'estan signats amb el seu nom (Ms. 2848, 1292 i Ms. 6792, 1302, Matenadaran), i els altres dos (inclòs el Ms. 7842, 1313, Matenadaran) li són atribuïts. Momik mostra en les seues pintures la mateixa originalitat que en les escultures.